# Cléante Valcin

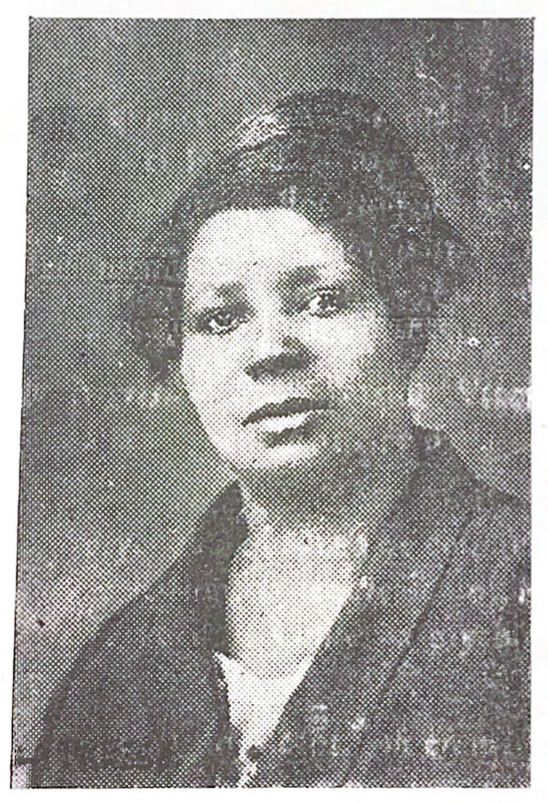
Cléante Valcin

Cléante Desgraves Valcin (13 tháng 1 năm 1891 - 26 tháng 1 năm 1956) là một nhà hoạt động và nhà văn nữ quyền Haiti. Một thành viên sáng lập của Ligue Féminine Keyboardction Sociale, bà được ghi nhận đã xuất bản cuốn tiểu thuyết đầu tiên được viết bởi một phụ nữ Haiti, Cruelle Destinée, vào năm 1929.
Con gái của Hector Desgraves, một dược sĩ người Haiti và Alice Cickyham, người Mỹ, bà được sinh ra là Cléante Desgraves tại Port-au-Prince. Bà là một giáo viên cho đến khi kết hôn năm 1917 với Virgile Valcin. Bà đã xuất bản một tập thơ Fleurs et Pleurs vào năm 1924. Bà đã xuất bản cuốn tiểu thuyết đầu tiên vào năm 1929, tiếp theo là La Blanche Négresse năm 1934. Valcin đại diện cho Haiti tại một số đại hội quốc tế. Bà được coi là một nhà vô địch về quyền của phụ nữ. Valcin là chủ tịch của Ligue Féminine'Action Sociale tại thời điểm bà qua đời.